# Raffineriegas
Raffineriegase sind gasförmige Nebenprodukte in Erdölraffinerien. 

## Allgemeines
Das Gas fällt bei der Verarbeitung von Rohöl während der Raffination an, hauptsächlich als Gasphase in den Kopfbehältern von Destillationskolonnen, aber auch als Abgas aus Gasseparatoren nachverarbeitender Anlagen (Hydrodesulfurierung, Katalytisches Reforming, Hydrocracker). Neben geringen Mengen an Wasserstoff beinhaltet dieses Gemisch noch Methan, Ethan, Propan und Butan. Crackanlagen können auch ungesättigte Verbindungen beisteuern (Ethen usw.).

## Gas-Anteile bei Raffineriegasen
In Erdölraffinerien ist das Raffineriegas ein typisches Nebenprodukt bei der Erdölraffination. Dabei weisen die Raffineriegase folgende Volumengehalte in % auf, ebenfalls Nebenprodukte:
| Nebenprodukt    | Rohöl- destillation | Katalytisches Cracken | Hydro- Cracken |
| --------------- | ------------------- | --------------------- | -------------- |
| Wasserstoff     | 0                   | 10,7                  | 20,2           |
| Methan          | 21,4                | 17,7                  | 38,9           |
| Ethylen (Ethen) | 0                   | 4,6                   | 0              |
| Ethan           | 20,3                | 13,5                  | 4,1            |
| Propen          | 0                   | 13,7                  | 0              |
| Propan          | 27,2                | 11,2                  | 9,7            |
| Butene          | 0                   | 15,5                  | 0              |
| Butan           | 31,0                | 13,1                  | 27,1           |

Raffineriegase werden normalerweise zu Heizgas aufgemischt, d. h. – je nach Heizgasbedarf – wird es mit Erdgas und/oder gasförmigem LPG vermischt und den Brennöfen zugeführt. Teilströme mit einem hohen Ethan/Propan/Butangehalt können auch als Edukt für den Gasofen eines Steamcrackers Verwendung finden.